# ウォーレン・G
ウォーレン・G（Warren G、本名：Warren Griffin III、1970年11月10日 - ）は、アメリカ合衆国カリフォルニア州ロングビーチ出身で、ウエスト・コーストヒップホップにおけるMC、プロデューサーである。彼の最大のヒットシングルは1994年に発表のネイト・ドッグをフィーチャーした「Regulate」で、彼のプロデュースによる多くの楽曲同様Gファンク調のもの。音楽プロデューサー、MC、レコード会社経営者のドクター・ドレーはウォーレンの母親の前夫との子供で、異父兄弟の義兄にあたる。

## 来歴

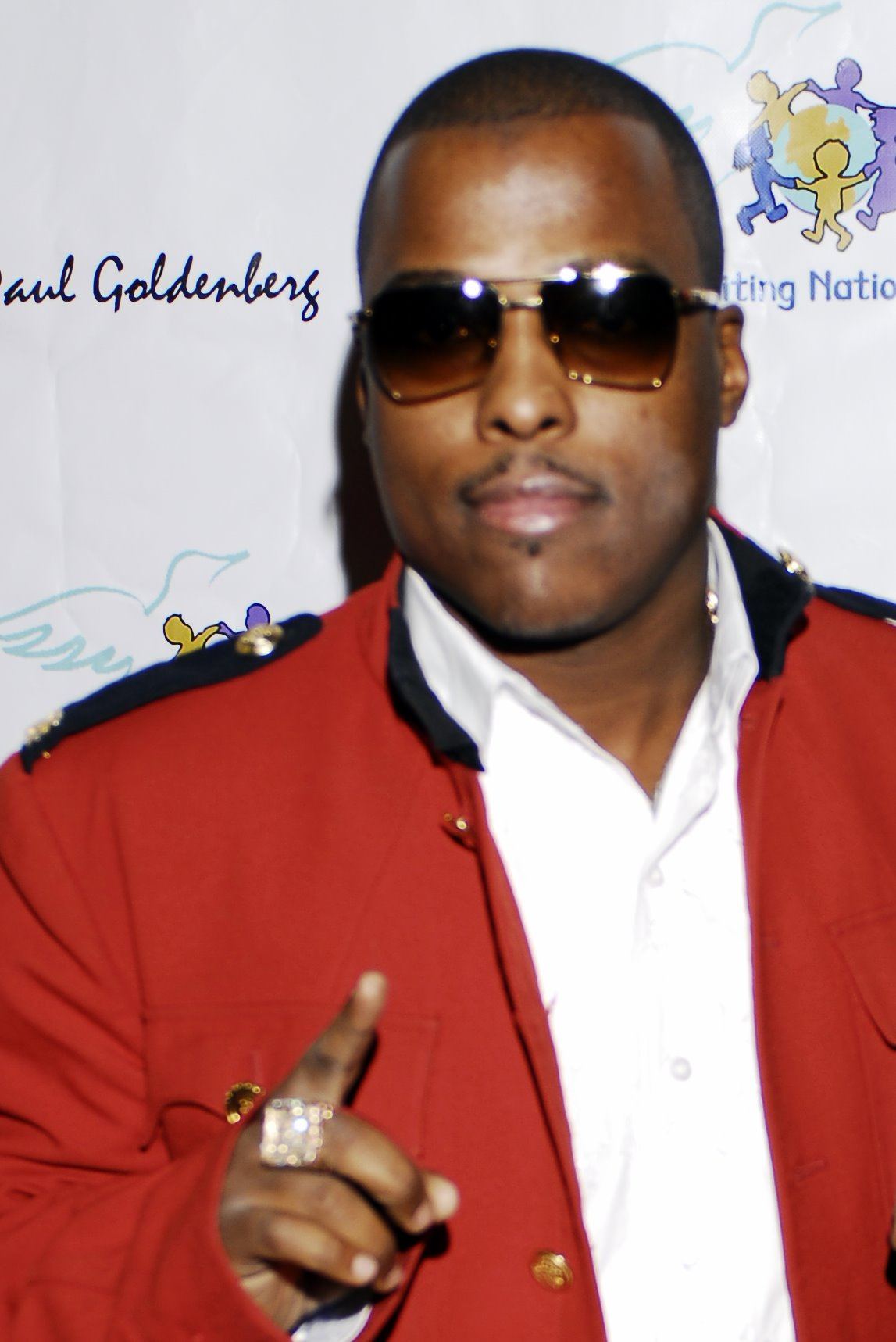
アカデミー賞でのWarren G（2007年）

1991年、ウォーレン・Gは友人のスヌープ・ドッグとその従兄弟のネイト・ドッグと共にヒップホップユニット213を結成する。ウォーレン・Gが異母兄弟のドクター・ドレーに2人を紹介したところ、気に入られ、以後ドクター・ドレーとシュグ・ナイトが設立したデス・ロウ・レコーズ（Death Row Records）との関係が深くなった。
しかし213は一度も楽曲を発表することなく解散し、3人は別々にキャリアを歩むようになる。デス・ロウ・レコーズはウォーレン・Gとは契約しなかったが、1992年にドクター・ドレーが発表したアルバム Chronic への貢献を皮切りにキャリアが始まった。このアルバム同様に、彼はデス・ロウ・レコーズから発表されるアルバムに多くの貢献を示している。1993年には、彼自身とネイト・ドッグ、ミスター・グリムがフィーチャリングした   Indo Smoke を製作した。
1994年4月にデス・ロウ・レコードから発売された『アバーヴ・ザ・リム』のサウンドトラックに収録されたシングル「レギュレイト」は、ウォーレン・Gとネイト・ドッグが共作し、演奏したデュエット曲である。同曲は大ヒットとなり、ミリオン・セラーを達成した。
ウォーレン・Gは1994年にデビューアルバム Regulate... G Funk Era を発表した。このアルバムにはマイケル・マクドナルドの I Keep Forgetting をサンプリングしたヒット曲 レギュレイト と、MTVで人気のビデオクリップとなった ディス・D.J. が含まれている。
1997年には以後の彼の主流となるメローな曲作りの、アルバム Take a Look Over Your Shoulder (Reality)  を発表した。このアルバムは「アイ・ショット・ザ・シェリフ」のラップカバーがヒットとなり、ダブルプラチナムディスクとなるなど、成功を収めた。
1999年にはウォーレン・Gの復活とは言えないまでも、彼の存在をアピールすることになるアルバム I Want It All を発表した。マック10、スヌープ・ドッグ、クラプトにイブが参加し、ジャズ・ロック・フュージョンのこのアルバムは彼の最も安定したレコードと多くの人に受け止められ、さらにデバージによる I Like It をサンプリングした最初のシングル I Want It All のビデオクリップはMTVやVH1でヘビーローテーションとなった。
2004年、かつて結成していた213を再結成させてアルバムも発表した。

## ディスコグラフィ

### スタジオ・アルバム
- Regulate... G Funk Era (1994)
- Take a Look Over Your Shoulder (1997)
- I Want It All (1999)
- The Return of the Regulator (2001)
- The G Files (2009)

### コラボレーションアルバム
- The Hard Way with 213 (2004)

### EP盤
- Regulate... G Funk Era, Pt. II (2015)[3]

### シングル
- Regulate (1994) feat. Nate Dogg
- This DJ (1994)
- Do You See (1995)
- What's Love Got To Do With It (1996) feat. Adina Howard
- Smokin Me Out (1997)
- Prince Igor (1997) feat. Sissel
- I Shot the Sheriff (1997)
- I Want It All (1997)
- Game Don't Wait (Remix) (1997) feat. Dr. Dre, Nate Dogg, Snoop Dogg & Xzibit
- Lookin' at You (2001)
- Ghetto Village (2002)